# Eduard Fiker
Eduard Fiker (21. listopadu 1902 Královské Vinohrady – 3. března 1961 Praha) byl český prozaik, dramatik, překladatel a scenárista, společně s Emilem Vachkem zakladatel české detektivky.

## Život
Narodil se roku 1902 na Královských Vinohradech u Prahy jako syn bývalého učitele, Eduarda Fikera, po ztrátě sluchu úředníka zemědělské rady a matky Anežky, rozené Vokáčové. Oba rodiče pocházeli ze Strakonic. Po ukončení vinohradského reálného gymnázia roku 1920 absolvoval osm semestrů strojního a elektrotechnického inženýrství na pražském Českém vysokém učení technickém, ale po smrti otce musel studií zanechat. Při studiu se věnoval též studiu jazyků a hudby. Odešel na rok do Anglie, po návratu absolvoval základní vojenskou službu a po jejím skončení se uchytil jako houslista v orchestru divadla Rokoko a pak v tehdejší Velké operetě. V roce 1936 se oženil s herečkou Lolou Innemannovou. V letech 1937 až 1945 redigoval knižnici Knihy nové generace a v letech 1938–1942 byl šéfredaktorem edice dobrodružných sešitových románů Rozruch vydávaných nakladatelstvím Melantrich.
Svou první detektivku  Její hra nabídl nakladatelům v roce 1932. Hned v tomto románu dokázal, že má vedle velkých vypravěčských schopností i smysl pro dramatičnost, logické řešení a vtipnost dialogu. Ještě v témže roce dokončil další dvě detektivky z domácího prostředí: Zděšenci a Malíř srdcí. U nakladatelů však neuspěl. Aby si získal jméno a popularitu, napsal na jejich doporučení řadu konvenčních detektivek v mnohém poplatných svým vzorům Wallaceovi či Leblancovi. Vymyslil si Ted Brenta a T.B.Corna, hlavní postavy svých snad dvaceti románů, a poslal je do Anglie, aby svými vskutku neuvěřitelnými příhodami pobavili čtenáře (Ochránce nebohých, Světlo z pekla a další). Do konce druhé světové války vydal více než čtyřicet románů. Vedle detektivek napsal Fiker i několik knih z prostředí českého, knih dobrodružných, odehrávajících se v severoamerickém prostředí i humoristických a detektivku se sci-fi námětem.
Po válce pracoval jako scenárista státního filmu a spisovatel na volné noze. V psaní knih však polevil, do konce života napsal románů jen sedm. Překládal z angličtiny, napsal čtyři divadelní hry a několik filmových scénářů. Jeho celé dílo čítá na devadesát titulů a mnohé jeho knihy byly úspěšně zfilmovány. Jeho význam je především v tom, že společně s Karlem Čapkem a Emilem Vachkem položil základy české detektivní školy, na kterou dodnes navazuje celá řada pozdějších autorů.
Je pohřben na pražském Vinohradském hřbitově, oddělení PA-I, hrob 269a.

## Dílo
Tam, kde není u knihy bližší vysvětlení, jde o detektivní román.
- Ochránce nebohých (1933), anglické prostředí, vzor Edgar Wallace
- Bílý kříž (1934),
- Černé údolí (1934),
- Černý vichr (1934),
- Morová sedmička (1934),
- Noc na Arnwaysu (1934), anglické prostředí, vzor Edgar Wallace
- Neklopit! (1934),
- Šest nesmrtelných (1934),
- Bratři ztracených úst (1935), dobrodružný román,
- Dvanáct nemocných (1935),
- Světlo z pekla (1935), anglické prostředí, vzor Edgar Wallace
- Voskový les (1935),
- Zlatý úsměv (1935), anglické prostředí, vzor Edgar Wallace
- Dech šibenice (1936),
- Nejdřív já (1936), dobrodružný román z drsného kanadského prostředí,
- Stráž na Psí skále (1936), western,
- Tajemný dům (1936), české prostředí
- Třetí bůžek (1936),
- Černý blesk (1936), dobrodružný román,
- Mrtvý zvon (1937), humoristický román,
- Papírová hora (1937),
- Prodavač pokání (1937),
- Slaná růže (1937),
- Šestnáct palců zločinu (1937),
- Žena se zobákem (1937),
- Bič severozápadu (1937), western,
- Společnost věčné punčochy (1937–1938), knižně jako Jeníkovo dobrodružství (1943), kniha pro děti, i zde je motiv z oblasti SF
- Stopy na srdci (1938),
- Tříoký jezdec (1938), dobrodružný román z prostředí kanadských dřevorubců,
- Tři v písku (1938), dobrodružný román,
- Válka šerifů (1938), western,
- Země podivných mraků (1938), dobrodružný román,
- Děs všech tet (1939), humoristický román,
- Dvanáct nemocných (1939),
- Její hra (1939), české prostředí
- Kožený prapor (1940), dobrodružný román,
- Lovci pramenů (1941), dobrodružný román z období petrolejářské horečky v USA na počátku 20. století,
- Nikdo není vinen (1941),
- Patnáct zlatých vlasů (1941),
- Paklíč (1941), humoristický detektivní román,
- Paní z Šedivého domu (1941), anglické prostředí, vzor Edgar Wallace
- Zločin mezi linkami (1941),
- Bratr Křepelák (1942), humoristický román,
- Zinková cesta (1942), české prostředí
- Čichač (1944), detektivní román se sci-fi námětem,
- Muž přes palubu (1944), humoristický román,
- Muž s kuželkou (1944), humoristický román,
- Blázni v láhvi (1945), humoristický román,
- Fantom operety (1945), humoristický román,
- Tůň sedmi víl (1946), humoristický román
- Ilavský zločin (1946), detektivní román napsaný podle skutečného zločinu spáchaného na Slovensku,
- Monsieur La Mort (1946),
- Grandcirkus Fernando (1946), humoristický román,
- Tři minuty (1947),
- Dětská rapsodie (1948) humoristický román
- Ohnivá maska (1948), kniha šla po vydání do stoupy, přesto se několik výtisků zachovalo mezi sběrateli. Kniha vyšla v roce 1969 pod názvem Pán stínů.[8]
- Emanuel v nesnázích (1949), humoristický román,
- Akce B (1952), o boji vojska s banderovci,
- Padělek (1955), divadelní hra,
- Zlatá čtyřka (1955), špionážní román,
- U Tří kufrů (1957), humoristický román,
- Série C-L (1958),
- Kilometr devatenáct (1960), špionážní román,
- Rozkaz 42 (1960), nová verze knihy Ilavský zločin,
- Svědomí (1960), divadelní hra,
- Pán stínů (1969), posmrtné vydání knihy Ohnivá maska z roku 1948.
- Hloubka (2007), posmrtné vydání detektivního románu se sci-fi námětem, který byl napsán již v roce 1947.

## Filmové adaptace
- Krok do tmy (1938), režie Martin Frič, podle Fikerova námětu a scénáře,
- Paklíč (1944), režie Miroslav Cikán, podle Fikerova scénáře,
- Třináctý revír (1946), režie Martin Frič, Fikerův scénář podle jeho románu Zinková cesta,
- Akce B (1952), režie Josef Mach, podle Fikerova scénáře,
- Na konci města (1955), režie Miroslav Cikán, podle Fikerova námětu a scénáře,
- Padělek (1957), režie Vladimír Borský, podle Fikerova scénáře,
- Strach (1963), režie Petr Schulhoff, podle Fikerova románu Kilometr devatenáct,
- Na kolejích čeká vrah (1970), režie Josef Mach, podle Fikerova románu Série C-L,
- Fantóm operety (1971), režie Zdeněk Podskalský, televizní seriál.

## Posmrtné ocenění
Po Eduardu Fikerovi byla pojmenována ulice v Praze 12.